# GOES 17
O GOES 17 (chamado GOES-S antes de atingir a órbita) é o segundo satélites meteorológicos da próxima geração a ser operado pela National Oceanic and Atmospheric Administration (NOAA) dos Estados Unidos, dando sequencia ao sistema GOES. Os próximos satélites da série (GOES-R, S, T, & U) vão estender a disponibilidade do sistema GOES de satélites até 2036. O satélite foi construído pela Lockheed Martin, o mesmo foi baseado na plataforma A2100A e tem uma expectativa de vida útil de 15 anos (10 operacionais, após cinco anos de reposição em órbita).

Terra vista do GOES 17 em 20 de maio de 2018.

## Lançamento
O satélite foi lançado com sucesso ao espaço em 1 de março de 2018, às 22:02 UTC, por meio de um veículo Atlas V (541) a partir da Estação da Força Aérea de Cabo Canaveral, na Flórida, EUA. Ele tinha uma massa de lançamento de 5192 kg.